# 唐桑大澤站
唐桑大澤站（日语：／ Karakuwaōsawa eki */?）是位於宮城縣氣仙沼市唐桑町港，屬於東日本旅客鐵道（JR東日本）的大船渡線BRT巴士站。本站在宮城縣內JR車站中(含巴士站在內)為最北和最東的車站。
大船渡線氣仙沼站至盛站之間的鐵路服務於2020年4月1日廢止。本站是在BRT化以後才設置，因此不是鐵路車站，也不會計算在JR東日本車站數目內。

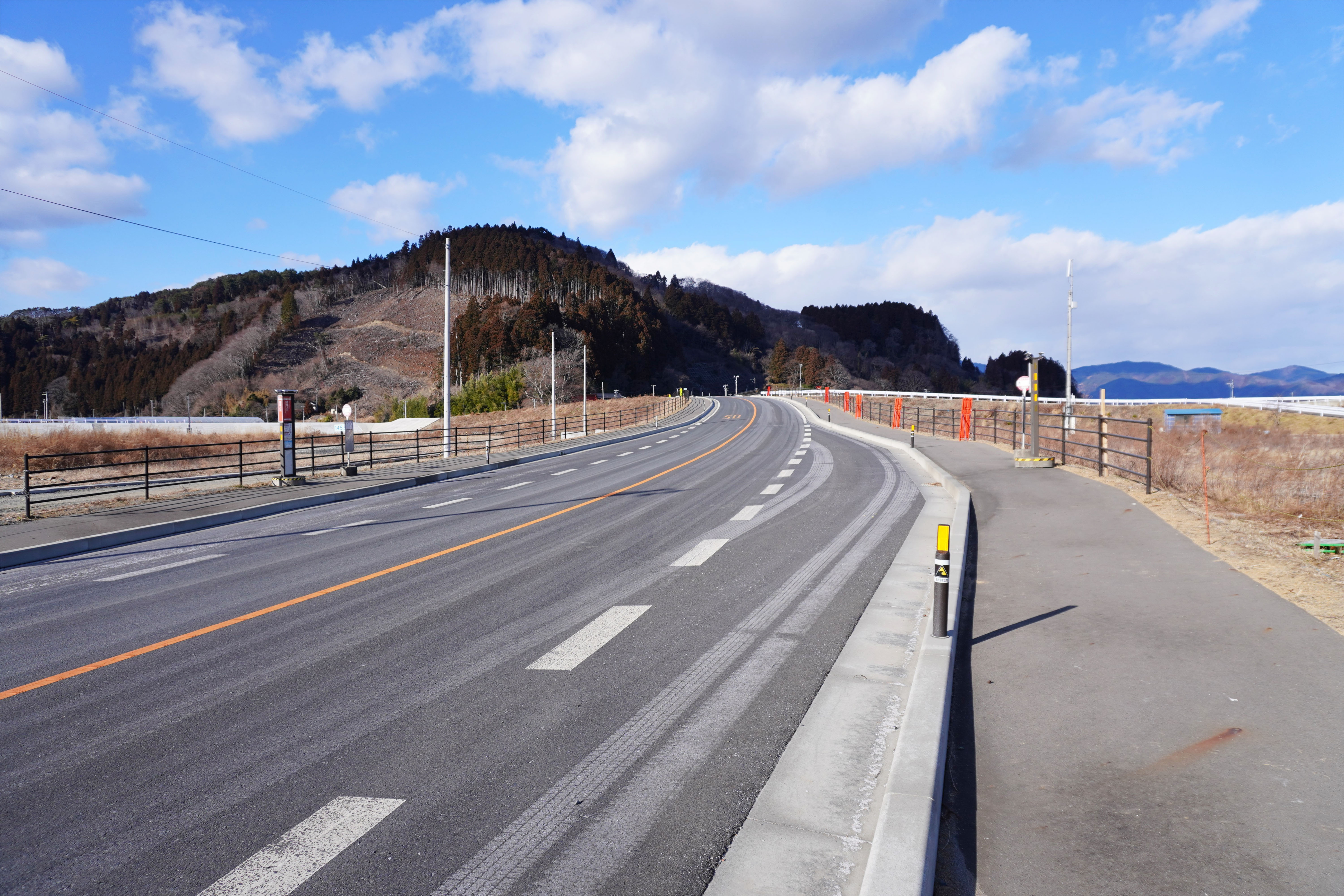
巴士站全景(2024年2月)

## 歷史
- 2019年（平成31年）3月16日：巴士站啟用[1]。

## 巴士站構造
本站位於一般路道（國道45號）上。巴士站上只有站牌。宮城交通、宮交巴士、岩手縣交通「大澤」巴士站位於同一地點。

## 使用狀況
根據「JR東日本」，2019年度（令和元年度）1日平均乘車人次為2人。
| 乘車人次變化       | 乘車人次變化     | 乘車人次變化   |
| 年度               | 1日平均 乘車人次 | 參考資料       |
| ------------------ | ---------------- | -------------- |
| 2018年（平成30年） | 2                | [ 利用客数 2 ] |
| 2019年（令和元年） | 2                | [ 利用客数 1 ] |

## 巴士站周邊
- 國道45號
- 大澤漁港
- 宮城交通、宮交巴士、岩手縣交通「大澤」巴士站

## 相鄰巴士站
東日本旅客鐵道（JR東日本）
■大船渡線BRT
□快速、■普通
八幡大橋（東陵高校）－唐桑大澤－長部

## 注腳

### 使用狀況
1. 1 2  . 東日本旅客鐵道.   [2020-07-19]. （原始内容存档于2021-01-10） （日语）.
2. ↑  . 東日本旅客鐵道.   [2019-07-24]. （原始内容存档于2020-05-15） （日语）.

## 外部連結
- 車站資訊（唐桑大澤）：東日本旅客鐵道（日語）